# Portia Simpson-Miller
Portia Lucretia Simpson-Miller (Wood Hall, 12 dicembre 1945) è una politica giamaicana.

## Biografia
Il 26 febbraio 2006 sostituì Percival James Patterson alla guida del Partito Nazionale del Popolo ed il 30 marzo gli succedette nella carica di Primo ministro, diventando la prima donna a ricoprire tale incarico nel suo paese e la terza in un paese anglofono caraibico dopo Eugenia Charles in Dominica e Janet Jagan in Guyana. Restò primo ministro della Giamaica fino all'11 settembre 2007.
È stata rieletta Primo ministro il 29 dicembre 2011, assumendo ufficialmente l'incarico il 5 gennaio 2012. Il 3 marzo 2016 le è succeduto Andrew Holness.